# Києво-Берестейська залізниця
Ки́єво-Бере́стейська залізни́ця — одна із залізниць Російської імперії, побудована впродовж 1870—1873 років на кошти приватного капіталу — Товариства Києво-Берестейської залізниці

## Історія
1870 року Товариство Києво-Берестейської залізниці придбало східну частину щойно побудованої Києво-Балтської залізниці — дільниці Київ — Козятин I — Жмеринка (253 версти) та Козятин I — Бердичів (25 верст).
1 січня 1871 року височайше затверджений Статут Товариства Києво-Берестейської залізниці.
1 березня 1873 року відкрито рух від Бердичева до Кривина (150 верст).
25 травня 1873 року — від Кривина до Берестя (291 верста).
15 серпня 1873 року відкрито рух по Радзивилівській гілці: Здолбунів — Радзивилів (85 верст).
1 липня 1878 року увійшла до складу нових Південно-Західних залізниць.

## Станції
| Основні залізничні станції | Основні залізничні станції | Основні залізничні станції | Основні залізничні станції |
| Станція                    | Фото                       | Рік заснування             |                            |
| -------------------------- | -------------------------- | -------------------------- | -------------------------- |
| Київ                       |                            | 1870                       |                            |
| Фастів I                   |                            | 1870                       |                            |
| Попільня                   |                            | 1870                       |                            |
| Брівки                     |                            | 1870                       |                            |
| Чорнорудка                 |                            | 1870                       |                            |
| Козятин I                  |                            | 1870                       |                            |
| Бердичів                   |                            | 1870                       |                            |
| Шепетівка                  |                            | 1873                       |                            |
| Кривин                     |                            | 1873                       |                            |
| Острог                     |                            | 1873                       |                            |
| Здолбунів                  |                            | 1873                       |                            |
| Рівне                      |                            | 1873                       |                            |
| Ківерці                    |                            | 1873                       |                            |
| Ковель                     |                            | 1873                       |                            |
| Заболоття                  |                            | 1873                       |                            |
| Малорита                   |                            | 1873                       |                            |
| Берестя                    |                            | 1873                       |                            |

## Архівні джерела
- РГИА, ф. 446, оп. 27, д. 1. Доклад № 21. 8 марта 1873 г. «Об открытии 1-го марта движения на Киево-Брестской железной дороге от Бердичева до ст. Кривино».
- РГИА, ф. 446, оп. 27, д. 2. Доклад № 89. 9 июня 1873 г. «Об открытии 25 мая движения на 2 участке Киево-Брестской ж. д. от станции Кривино до Брест-Литовска».
- РГИА, ф. 446, оп. 27, д. 2. Доклад № 129. 25 августа 1873 г. «Об открытии движения 15 августа по Радзивилловской ветви Киево-Брестской ж. д.»